# Tim Holt
Tim Holt (ur. 5 lutego 1918 w Beverly Hills, zm. 15 lutego 1973 w Shawnee) – amerykański aktor filmowy, najlepiej znany z roli Boba Curtina w dramacie przygodowym z elementami westernu Skarb Sierra Madre (1948).

## Młodość
Urodził się jako Charles John Holt III w Beverly Hills w Kalifornii; był synem aktora Jacka Holta i Margaret Woods. Został przez ojca posłany na studia w Akademii Wojskowej w Culver w stanie Indiana, którą ukończył w roku 1936. Po powrocie do domu natychmiast podjął pracę w przemyśle filmowym w Hollywood.

## Kariera
Po zagraniu kilku drugoplanowych ról, w roku 1938 Holt otrzymał propozycję wystąpienia u boku gwiazdora Harry'ego Careya w filmie The Law West of Tombstone. Był to pierwszy z licznych westernów, w jakich grał w latach czterdziestych XX wieku. W tym samym czasie gwiazdką westernów została jego siostra, Jennifer Holt.
Po odtworzeniu postaci młodego porucznika Blancharda w klasycznym westernie z roku 1939 Dyliżans, Tim Holt dostał jedną z głównych ról w filmie Orsona Wellesa The Magnificent Ambersons (1942). Zagrał również nazistę w Hitler's Children (1943). Zaraz po ukończeniu tego filmu został powołany do United States Army Air Forces i zasłużył się w wojnie na Pacyfiku jako członek załogi (bombardier) superfortecy B-29.
Po wojnie powrócił do aktorstwa, występując jako Virgil Earp, starszy brat granego przez Henry'ego Fondę Wyatta Earpa w westernie Johna Forda My Darling Clementine. Następnie został obsadzony w roli poszukiwacza przygód i złota Boba Curtina, z której został chyba najlepiej zapamiętany, w filmie Johna Hustona z roku 1946 Skarb Sierra Madre. Holt zagrał jeszcze w czterech westernach nim ostatecznie Skarb Sierra Madre wszedł na ekrany w roku 1948. Wystąpił w ponad dwudziestu westernach nim, w roku 1952, zainteresowanie widzów tym gatunkiem zaczęło się zmniejszać. Zniknął z ekranów na długie pięć lat, by w końcu wystąpić w 1957 roku w horrorze The Monster That Challenged the World, który okazał się kompletną porażką. Później wystąpił jeszcze tylko w dwóch filmach.

## Śmierć
W roku 1973, w wieku pięćdziesięciu pięciu lat, Tim Holt zmarł na raka kości w mieście Shawnee w Oklahomie, gdzie kierował stacją radiową. został pochowany na cmentarzu Memory Lane w Harrah, przedmieściu Oklahoma City. Jedną z ulic Harrah nazwano, na jego cześć, Tim Holt Drive.

## Wybrana filmografia
- Stella Dallas (1937)
- I Met My Love Again (1938)
- Gold Is Where You Find It (1938)
- Dyliżans (1939)
- The Spirit of Culver (1939)
- The Rookie Cop (1939)
- Dziewczyna z Piątej Alei (1939)
- Swiss Family Robinson (1940)
- Back Street (1941)
- Dude Cowboy (1941)
- The Magnificent Ambersons (1942)
- Red River Robin Hood (1942)
- Hitler's Children (1943)
- My Darling Clementine (1946)
- Skarb Sierra Madre (1948)
- Jego typ kobiety (1951)
- Target (1952)
- The Monster That Challenged the World (1957)